# Marc Antoni Gnifó
Marc Antoni Gnifó (en llatí Marcus Antonius Gnipho) va ser un retòric romà que va viure al segle i aC.
Va néixer el 114 aC a la Gàl·lia i va estudiar a Alexandria. Era un home de molt de talent i gran memòria i coneixia bé la literatura grega i la romana. Era elogiat com una persona d'una disposició amable i generosa.
Després de tornar d'Alexandria, va ensenyar retòrica, en un primer moment a casa de Juli Cèsar, encara nen i de qui era tutor, i després va establir una escola a casa seva. Ensenyava retòrica cada dia, però en públic només a les nundines. Moltes persones eminents van assistir les seves conferències, entre elles Ciceró, quan era pretor. Va morir quan tenia 50 anys i va deixar escrites diverses obres, però Cateu Capitó diu que només De Latino Sermone, en dos llibres, era seva, i la resta era dels seus deixebles.